# Briken Calja
Briken Calja (19 febbraio 1990) è un sollevatore albanese.
Ha partecipato alle Olimpiadi 2012 svoltesi a Londra. Nel 2013 è stato sospeso per due anni per doping. Alle Olimpiadi 2016 ha gareggiato nella categoria -69 kg, classificandosi al quinto posto. Nel 2018 è diventato campione europeo a Bucarest nella medesima categoria. Nel 2021 a Taskent si è aggiudicato la medaglia d'argento ai mondiali.

## Palmarès
- Europei

Bucarest 2018: oro nei 69 kg.
Batumi 2019: argento nei 73 kg.
Mosca 2021: bronzo nei 73 kg.
- Mondiali

Tashkent 2021: argento nei 73 kg.